# 2010 RF12
2010 RF12 — навколоземний астероїд з групи Аполлона. Відкритий 5 вересня 2010 року в обсерваторії Маунт-Леммон. 8 вересня 2010 року вн пролетів на відстані 79 000 км від Землі (0,2 відстані до Місяця). За оцінками НАСА, об'єкт має діаметр 7 м та вагу 500 т. За підрахунками, 5–6 вересня 2095 року астероїд пролетить на відстані 8,7 тис. км від Землі (за іншими даними 15 тис. км). Є 5%-ва ймовірність зітнення метеорита із Землею, але через невеликий розмір об'єкта, шкода буде незначною.